# 楊彛 (江津)
楊彛（？—？），字宗敘，四川重慶府江津縣人，民籍，明朝政治人物。

## 生平
四川鄉試第十七名舉人。正德十六年（1521年）中式辛巳科會試第一百四十九名，登第三甲第三十二名進士。

## 家族
曾祖楊子垕；祖父楊銓，曾任前知縣；父楊濟之，曾任義官。母郭氏。